# Eirón

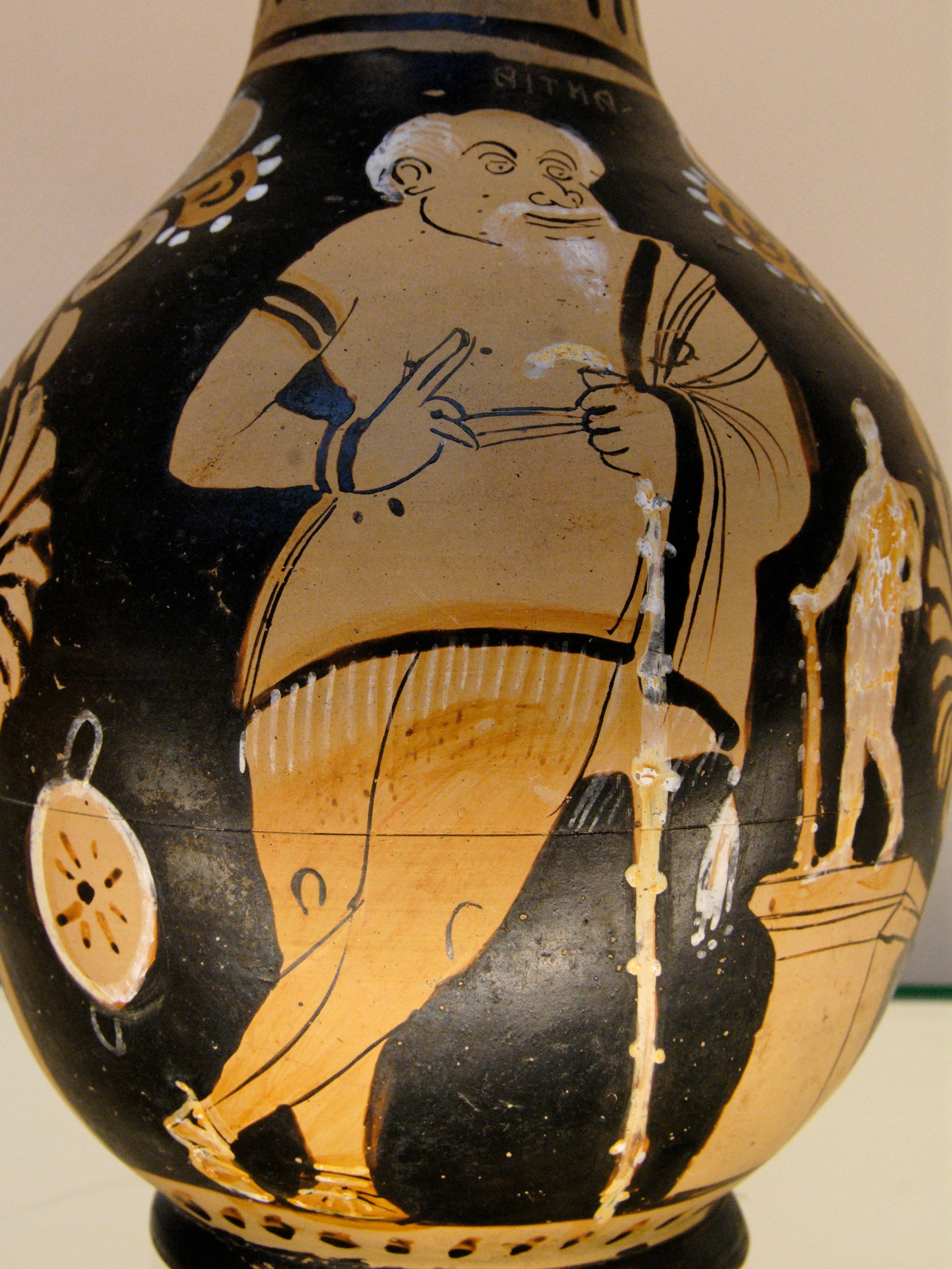
Un actor vestido como el personaje eirōn Xantias en Las ranas de Aristófanes.

En el teatro de la antigua Grecia, el eirōn (en griego antiguo: εἴρων) "disimulador" fue uno de los varios personajes tipo en la comedia griega antigua. El eirōn generalmente triunfaba cuando conseguía derribar a su oponente fanfarrón (el alazṓn) al subestimar sus propias habilidades.

## Historia
El eirōn se desarrolló en la comedia antigua griega y se puede encontrar en muchas de las obras de Aristófanes. Por ejemplo, en su obra Las ranas, después de que el dios Dionisio afirmara haber hundido 12 o 13 barcos enemigos junto con Clístenes, su esclavo Xantias dijo "Entonces me desperté".
El filósofo Aristóteles menciona el eirôn en su Ética a Nicómaco, donde dice: "en forma de subestimación, autodesprecio, y su poseedor el autodesprecio" (1108a12). En este pasaje, Aristóteles establece al eirōn como uno de los personajes principales de la comedia, junto con el alazōn .

### Ironía
El término moderno ironía deriva del eirōn del teatro griego clásico. La ironía implica oposición (no mera diferencia) entre el significado real y el significado aparente de algo.